# Mutten
Mutten est une localité et une ancienne commune suisse du canton des Grisons, située dans la région de Viamala.
Le 1er janvier 2018, Mutten est absorbée par la commune voisine de Thusis.

Photo aérienne prise à 300 m par Walter Mittelholzer en 1923.

## Personnalités
Le photographe Giorgio Conrad (1827-1889) est né à Mutten.